# NGC 477
NGC 477 је спирална галаксија у сазвежђу Андромеда која се налази на NGC листи објеката дубоког неба.
Деклинација објекта је + 40° 29' 19" а ректасцензија 1h 21m 20,3s. Привидна величина (магнитуда) објекта NGC 477 износи 13,1 а фотографска магнитуда 13,8. NGC 477 је још познат и под ознакама UGC 886, MCG 7-3-32, CGCG 536-32, PGC 4915.